# Vojislav Melić
Vojislav Melić (serbisch-kyrillisch Војислав Мелић; * 5. Januar 1940 in Šabac; † 6. April 2006 in Belgrad) war ein jugoslawischer Fußballspieler.

## Vereinskarriere

### Beim Roten Stern (1960–1967)
Der 175 Zentimeter große Melić wuchs im zu Jugoslawien zählenden Serbien auf und schaffte 1960 im Alter von 20 Jahren den Sprung ins Erstligateam des Hauptstadtvereins Roter Stern Belgrad. Er war vielseitig einsetzbar, weswegen er sowohl auf verschiedenen Positionen in der Abwehrspieler als auch im defensiven Mittelfeld aufgeboten wurde. Er etablierte sich schnell als Stammspieler und war Teil eines Teams rund um den Starspieler Dragoslav Šekularac, das gegen die Vorherrschaft des Stadtrivalen Partizan Belgrad anzukämpfen hatte. 1964 wurde er mit seinen Mannschaftskollegen sowohl nationaler Meister als auch Pokalsieger. In der nachfolgenden Saison 1964/65 kam er zu seinem Debüt im europäischen Wettbewerb, für den sich Roter Stern durch seine nationalen Erfolge qualifiziert hatte. Militärische Verpflichtungen zwangen ihn zunächst zum Verbleib in seinem Heimatland, doch 1967 konnte er nach deren Ablauf die serbische erste Liga nach 140 Partien und neun Toren verlassen und zum französischen Erstligisten FC Sochaux wechseln.

### In Frankreich (1967–1977)
Bei Sochaux integrierte er sich in eine Abwehrreihe, der auch Jean-Marie Zimmermann, Claude Quittet und Jacques Andrieux angehörten. Überdies wurde er zum Freistoßschützen der Mannschaft und war in dieser Hinsicht als besonders torgefährlich bekannt; im Verlauf seiner ersten Spielzeit in Frankreich erzielte er wettbewerbsübergreifend neun Treffer. So trug er dazu bei, dass sich Sochaux 1968 als Tabellendritter zu den besten Klubs des Landes zählen konnte. Die Ankunft seines Landsmannes Laszlo Seleš führte 1969 zu einem Positionswechsel Melićs hin ins defensive Mittelfeld. In der Saison 1971/72 gelang es ihm, bei sämtlichen Ligabegegnungen auf dem Platz zu stehen und dabei war er mit der Mannschaft derart erfolgreich, dass sie erneut den dritten Platz belegte. Dies brachte die Qualifikation für den europäischen Wettbewerb mit sich, womit der Jugoslawe nach seiner Teilnahme mit dem Roten Stern ein Team aus einem zweiten Land in Europa vertrat; allerdings schied Sochaux bereits in der ersten Runde gegen die Dänen vom BK Frem København aus. 1973 kehrte er Sochaux und der ersten französischen Spielklasse nach 205 Spielen mit 39 Toren den Rücken und unterschrieb beim eine Liga tiefer antretenden Klub AS Béziers.
Für die Südfranzosen aus Béziers kämpfte Melić gegen den drohenden Sturz in die Drittklassigkeit und konnte zu dessen Vermeidung beitragen. Er absolvierte drei Spielzeiten als Stammspieler, ehe er diese Rolle in der Spielzeit 1976/77 einbüßte. Er war auf 93 Zweitligapartien mit zwölf Toren im Trikot von Béziers gekommen, bis er seine Profilaufbahn 1977 mit 37 Jahren beendete. Wenig später kehrte er nach Jugoslawien zurück und arbeitete in den 1980er-Jahren als Trainer von Amateurvereinen. Er starb 2006 mit 66 Jahren in Belgrad.

## Nationalmannschaft
Melić war 22 Jahre alt und hatte noch kein Länderspiel bestritten, als er in den jugoslawischen Kader zur Weltmeisterschaft 1962 aufgenommen wurde. Am 2. Juni 1962 debütierte er bei einem 3:1-Sieg gegen Uruguay im zweiten Vorrundenspiel für die Elf seines Landes. Fünf Tage darauf erzielte er bei einem 5:0 gegen Kolumbien in der 82. Minute den 4:0-Zwischenstand und damit sein erstes Tor im Nationaldress. Im weiteren Verlauf des Turniers, bei dem seine Mannschaft den vierten Platz belegte, wurde er allerdings nicht mehr eingesetzt. Anschließend folgten regelmäßig weitere Berufungen in das Team. Zuletzt stand er am 14. Mai 1967 bei einem 2:0-Erfolg gegen Albanien auf dem Platz. Kurz darauf wechselte er nach Frankreich, womit seine Karriere in der Nationalmannschaft ihr Ende fand. Insgesamt war er 26 Mal aufgeboten worden und hatte dabei zwei Treffer erzielt. Hinzu kam eine inoffizielle Begegnung gegen eine europäische Auswahl.